# Kloster Mesić

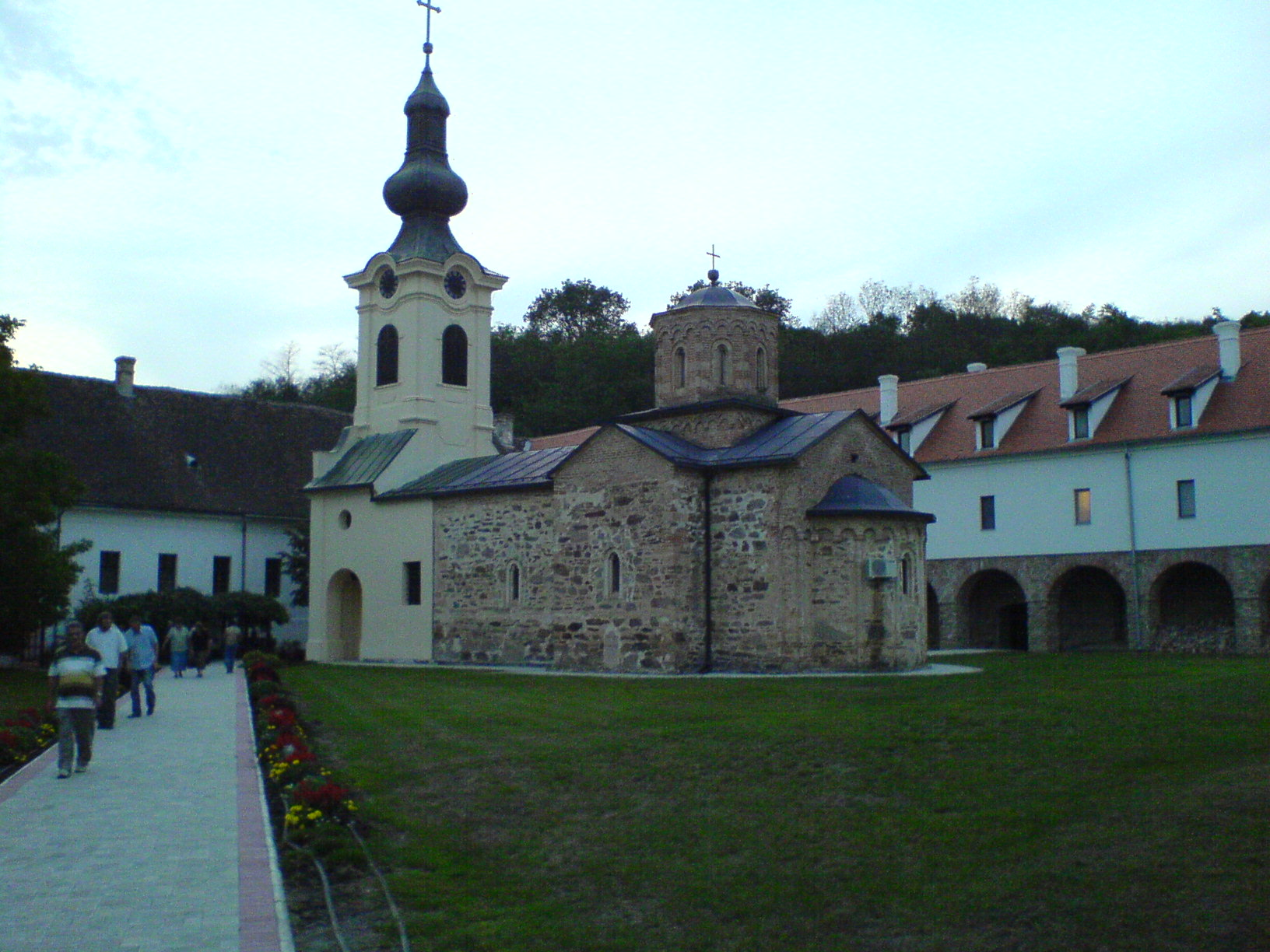
Das Kloster Mesić

Kloster Mesić (serbisch Манастир Месић Manastir Mesić) ist ein Frauenkloster der Serbisch-Orthodoxen Kirche in der Diözese von Vršac in der Vojvodina, Serbien. Es handelt sich um eines der bedeutendsten Klöster im Südosten des Banats.

## Geschichte
Das Kloster soll der örtlichen Überlieferung zufolge 1225 gegründet worden sein. Arsenije Bogdanović Hilandarac wurde demnach vom Heiligen Sava zur Äbtissin des Klosters ernannt. Eine andere Version mit höherer Wahrscheinlichkeit besagt, dass es von Jovan Branković, dem letzten der Despoten aus dem Geschlecht der Brankovićs, Ende des 15. Jahrhunderts gegründet wurde. Die ersten schriftlichen Dokumente, mit denen das Kloster Mesić zum Patriarchat von Peć zugeordnet wird, stammen aus den Jahren 1660 und 1666.
Das Kloster war somit eines der ersten serbischen Klöster während der Besiedlung des südlichen Ungarns im 15. und 16. Jahrhundert durch die serbische Bevölkerung. Aus diesem Dokument geht auch hervor, dass Mesić in der Zeit unmittelbar nach der großen Einwanderung die Residenz von Spyridon Štibice, dem Bischof von Vršac, war. Das Kloster wurde mehrmals zerstört, 1716 und 1788 von den Osmanen zerstört und nach einer zweiten Zerstörung durch den Vršacer Bischof Josef Šakabenta Jovanović wieder aufgebaut. Bei einem Erdbeben 1892 erlitt die Kirche die meisten Schäden in der Klosteranlage.

## Ausgestaltung und Bestand
Die Kirche ist Johannes dem Täufer geweiht. In ihr befinden sich Reste von Fresken aus dem 17. Jahrhundert, die meisten Fresken sind jedoch im 18. Jahrhundert entstanden. Letztere sind eher konservativ gestaltet, orientieren sich an der Kunst des frühen Mittelalters und zeigen einen Widerstand gegen die aufkommende Barockkunst. In den Kirchenbau wurde wie bei den meisten Kirchenbauten in der Vojvodina später nachhaltig eingegriffen, etwa durch die Hinzufügung eines barocken Glockenturmes, der in seiner ursprünglichen Form von Anton Bloberger geplant wurde.
Das Kloster hat in seinem Bestand viele wertvolle Handschriften und gedruckte Bücher, sowie eine Reihe von Bildern bekannter Maler, wie Johann Popović von Opovo (Portrait von JJ Šakabenta), Johan Tobias Kaergling, Arsenije Petrović, Pavel Đurković, sowie anderer, weniger bekannter Maler.